# 美國國家大氣研究中心
美國國家大氣研究中心（National Center for Atmospheric Research）是美國聯邦政府所屬的研究中心 (FFRDC)，由非營利性大氣科學研究大學聯盟 (UCAR) 管理，國家科學基金會 (NSF) 資助。美國國家大氣研究中心擁有多個設施，包括位於科羅拉多州波德，由貝聿銘設計的梅薩实验室（Mesa Laboratory）總部。 美國國家大氣研究中心研究範圍包括氣象學、氣候學、大氣化學、日地相互作用、環境和社會影響。

## 外部連結
- Official website （页面存档备份，存于）
- Public tours & exhibits （页面存档备份，存于）, 大氣科學研究大學聯盟
- High-end Computing at NCAR （页面存档备份，存于）, at the Computational and Information Systems Laboratory
- NCAR Archives （页面存档备份，存于）
- NCAR Research Data Archive (RDA) （页面存档备份，存于）
- OpenSky Repository （页面存档备份，存于）
- NCAR news （页面存档备份，存于） in The New York Times